# Robursport Volley Pesaro 2006-2007
Questa voce raccoglie le informazioni riguardanti il Robursport Volley Pesaro nelle competizioni ufficiali della stagione 2006-2007.

## Stagione
La stagione 2005-06 è per il Robursport Volley Pesaro, sponsorizzato dalla Scavolini, la quarta consecutiva in Serie A1: in panchina viene chiamato José Roberto Guimarães, mentre la rosa rimane pressoché invariata rispetto all'annata precedente con gli innesti di Chiara Di Iulio, Chiara Dall'Ora, Elisa Muri e Marianne Steinbrecher al posto di Antonella Del Core, Jevhenija Duškevyč, Simona Rinieri e Giulia Rondon; diverse sono inoltre le giocatrici provenienti dalle giovanili che fanno il loro esordio in prima squadra soprattutto per la Coppa Italia, la Coppa di Lega e la Champions League.
Il primo trofeo della stagione a cui la formazione marchigiana partecipa è la Supercoppa italiana, grazie ai risultati ottenuti nell'annata 2005-06: in semifinale sconfigge per 3-1 il Volley Bergamo, mentre in finale ha la meglio sull'Asystel Volley per 3-0, vincendo la competizione per la prima volta.
Il campionato inizia con quattro vittorie consecutive, mentre la prima sconfitta arriva alla quinta giornata per opera dell'Asystel Volley, seguita da un nuovo stop contro la Pallavolo Sirio Perugia: in tutto il resto del girone di andata il club di Pesaro matura esclusivamente successi chiudendo al secondo posto e ottenendo il ripescaggio in Coppa Italia. Il girone di andata si apre con la gara persa contro il Volley Club Padova, a cui seguono quattro vittorie di fila fino ad una nuova sconfitta contro la squadra perugina: la regular season termina con tutti successi che porto il Robursport Volley Pesaro al terzo posto in classifica. Nei quarti di finale dei play-off scudetto supera in due gare, vinte entrambe per 3-0, il Chieri Volley, mentre in semifinale perde tutte e tre le gare giocate contro il Giannino Pieralisi Volley, venendo eliminato dalla competizione.
L'uscita dalle semifinali dei play-off scudetto della Serie A1 2006-07 consente alla formazione di Pesaro di disputare la Coppa di Lega, partendo dalla terza fase, dove incontra il Volley Bergamo: dopo aver perso la gara di andata per 3-2, vince quella di ritorno per 3-0, e si qualifica alla finale per il miglior quoziente set; nell'ultimo atto della competizione perde sia la gara di andata che quella di ritorno contro l'Asystel Volley.
Tutte le squadre partecipanti alla Serie A1 2006-07 sono di diritto qualificate alla Coppa Italia; nella prima fase a gironi il Robursport Volley Pesaro chiude il proprio raggruppamento all'ultimo posto, venendo eliminato: tuttavia viene ripescato grazie al secondo posto al termine del girone di andata della regular season di campionato. Riparte così dai quarti di finale dove la doppia vittoria sul Vicenza Volley concede l'accesso alla Final Four di Prato: la formazione pesarese raggiunge la finale dopo aver battuto in semifinale il Volley Bergamo, ma deve arrendersi nella gara finale contro la Pallavolo Sirio Perugia, vittoriosa per 3-1.
Il primo posto in regular season e l'uscita nelle semifinali dei play-off scudetto nella stagione 2005-06 consente al Robursport Volley Pesaro di partecipare per la prima volta alla Champions League; nella fase a gironi il club bianco-rosso chiude il proprio raggruppamento al primo posto con cinque vittorie all'attivo ed una sola sconfitta maturata contro l'Eczacıbaşı Spor Kulübü, accedendo così alla fase ad eliminazione diretta. Nei play-off a 12 la sfida è contro il Club Voleibol Tenerife, il quale vince sia la gara di andata che quella di ritorno eliminando la squadra italiana dalla competizione.

## Organigramma societario
Area direttiva
- Presidente: Giancarlo Sorbini

Area tecnica
- Allenatore: José Roberto Guimarães
- Allenatore in seconda: Riccardo Marchesi
- Assistente allenatore: Angelo Vercesi
- Scout man: Matteo Solforati

Area sanitaria
- Medico: Alfredo Brassan
- Preparatore atletico: Angelo Vercesi
- Fisioterapista: Corrado Ballarini, Esmeralda Fetahu
- Ortopedico: Piergiorgio Pirani

## Rosa
| N° | Nome                  | Ruolo | Data di nascita  | Nazionalità sportiva |
| -- | --------------------- | ----- | ---------------- | -------------------- |
| 1  | Lucia Lunghi          | L     | 22 novembre 1987 | Italia               |
| 1  | Agata Ridolfi         | C     | 25 luglio 1988   | Italia               |
| 2  | Silvia Rovinelli      | S     | 14 agosto 1990   | Italia               |
| 2  | Martina Pierantoni    | C     | -                | Italia               |
| 3  | Benedetta Tonucci     | C     | 1990             | Italia               |
| 4  | Lindsey Berg          | P     | 16 luglio 1980   | Stati Uniti          |
| 5  | Kinga Maculewicz      | C     | 25 maggio 1978   | Francia              |
| 6  | Chiara Gattoni        | C     | -                | Italia               |
| 6  | Elisa Morolli         | P     | 1º gennaio 1993  | San Marino           |
| 7  | Marianne Steinbrecher | S/O   | 23 agosto 1983   | Brasile              |
| 8  | Chiara Dall'Ora       | C     | 11 gennaio 1983  | Italia               |
| 9  | Chiara Di Iulio       | S     | 5 maggio 1985    | Italia               |
| 10 | Giorgete Mengarda     | S     | 5 giugno 1972    | Italia               |
| 12 | Carolina Costagrande  | S     | 15 ottobre 1980  | Italia               |
| 13 | Sheilla de Castro     | S/O   | 1º luglio 1983   | Brasile              |
| 14 | Martina Guiggi        | C     | 1º maggio 1984   | Italia               |
| 17 | Ramona Puerari        | L     | 7 aprile 1983    | Italia               |
| 18 | Elisa Muri            | P     | 10 giugno 1984   | Italia               |

## Mercato
| Acquisti | Acquisti              | Acquisti      | Acquisti   |
| R.       | Nome                  | da            | Modalità   |
| -------- | --------------------- | ------------- | ---------- |
| C        | Chiara Dall'Ora       | Club Padova   | definitivo |
| S        | Chiara Di Iulio       | Sirio Perugia | definitivo |
| C        | Chiara Gattoni        | ?             | definitivo |
| L        | Lucia Lunghi          | giovanili     | definitivo |
| P        | Elisa Morolli         | ?             | definitivo |
| P        | Elisa Muri            | Asystel       | definitivo |
| C        | Martina Pierantoni    | ?             | definitivo |
| S        | Agata Ridolfi         | ?             | definitivo |
| S        | Silvia Rovinelli      | giovanili     | definitivo |
| S        | Marianne Steinbrecher | Finasa        | definitivo |
| C        | Benedetta Tonucci     | ?             | definitivo |

| Cessioni | Cessioni           | Cessioni           | Cessioni   |
| R.       | Nome               | a                  | Modalità   |
| -------- | ------------------ | ------------------ | ---------- |
| S        | Antonella Del Core | Sirio Perugia      | definitivo |
| C        | Jevhenija Duškevyč | Santeramo          | definitivo |
| S        | Simona Rinieri     | Giannino Pieralisi | definitivo |
| P        | Giulia Rondon      | Esperia            | definitivo |

## Risultati

### Serie A1

#### Girone di andata
| 1ª giornata - 26 novembre 2006 PalaDionigi, Sant'Angelo in Lizzola  | Robursport Pesaro  | 3 - 1 | Club Padova       | 25-21, 25-12, 19-25, 25-21        |
| 2ª giornata - 3 dicembre 2006 PalaBaldassarra, Altamura             | Altamura           | 2 - 3 | Robursport Pesaro | 19-25, 26-24, 25-22, 14-25, 11-15 |
| 3ª giornata - 10 dicembre 2006 PalaTriccoli, Jesi                   | Giannino Pieralisi | 0 - 3 | Robursport Pesaro | 25-27, 18-25, 21-25               |
| 4ª giornata - 17 dicembre 2006 PalaDionigi, Sant'Angelo in Lizzola  | Robursport Pesaro  | 3 - 0 | Vicenza           | 25-19, 25-17, 29-27               |
| 5ª giornata - 30 dicembre 2006 PalaDalLago, Novara                  | Asystel            | 3 - 1 | Robursport Pesaro | 25-17, 25-27, 25-23, 26-24        |
| 6ª giornata - 7 gennaio 2007 PalaDionigi, Sant'Angelo in Lizzola    | Robursport Pesaro  | 2 - 3 | Sirio Perugia     | 25-21, 25-23, 22-25, 23-25, 9-15  |
| 7ª giornata - 14 gennaio 2007 PalaDionigi, Sant'Angelo in Lizzola   | Robursport Pesaro  | 3 - 0 | Chieri            | 25-22, 25-21, 25-21               |
| 8ª giornata - 21 gennaio 2007 PalaNorda, Bergamo                    | Bergamo            | 1 - 3 | Robursport Pesaro | 23-25, 25-21, 18-25, 20-25        |
| 9ª giornata - 28 gennaio 2007 PalaDionigi, Sant'Angelo in Lizzola   | Robursport Pesaro  | 3 - 0 | Santeramo         | 25-22, 25-21, 25-22               |
| 10ª giornata - 3 febbraio 2007 PalaGalassi, Forlì                   | Forlì              | 0 - 3 | Robursport Pesaro | 14-25, 20-25, 20-25               |
| 11ª giornata - 11 febbraio 2007 PalaDionigi, Sant'Angelo in Lizzola | Robursport Pesaro  | 3 - 1 | River             | 25-19, 25-16, 17-25, 25-19        |

#### Girone di ritorno
| 12ª giornata - 18 febbraio 2007 PalaArcella, Padova                 | Club Padova       | 3 - 0 | Robursport Pesaro  | 27-25, 25-22, 25-21               |
| 13ª giornata - 25 febbraio 2007 PalaDionigi, Sant'Angelo in Lizzola | Robursport Pesaro | 3 - 0 | Altamura           | 25-15, 25-19, 25-18               |
| 14ª giornata - 10 marzo 2007 PalaDionigi, Sant'Angelo in Lizzola    | Robursport Pesaro | 2 - 3 | Giannino Pieralisi | 25-23, 23-25, 23-25, 25-16, 13-15 |
| 15ª giornata - 17 marzo 2007 Palasport Città di Vicenza, Vicenza    | Vicenza           | 0 - 3 | Robursport Pesaro  | 21-25, 12-25, 20-25               |
| 16ª giornata - 24 marzo 2007 PalaDionigi, Sant'Angelo in Lizzola    | Robursport Pesaro | 3 - 2 | Asystel            | 25-27, 25-21, 27-25, 23-25, 15-11 |
| 17ª giornata - 6 aprile 2007 PalaEvangelisti, Perugia               | Sirio Perugia     | 3 - 0 | Robursport Pesaro  | 25-12, 25-18, 25-22               |
| 18ª giornata - 15 aprile 2007 PalaMaddalene, Chieri                 | Chieri            | 1 - 3 | Robursport Pesaro  | 25-19, 23-25, 21-25, 24-26        |
| 19ª giornata - 21 aprile 2007 PalaDionigi, Sant'Angelo in Lizzola   | Robursport Pesaro | 3 - 0 | Bergamo            | 25-12, 25-15, 25-21               |
| 20ª giornata - 25 aprile 2007 PalaCooper, Santeramo in Colle        | Santeramo         | 0 - 3 | Robursport Pesaro  | 21-25, 20-25, 14-25               |
| 21ª giornata - 28 aprile 2007 PalaDionigi, Sant'Angelo in Lizzola   | Robursport Pesaro | 3 - 0 | Forlì              | 25-21, 25-21, 25-12               |
| 22ª giornata - 6 maggio 2007 PalaFranzanti, Piacenza                | River             | 0 - 3 | Robursport Pesaro  | 23-25, 23-25, 19-25               |

#### Play-off scudetto
| Quarti di finale (gara 1) - 9 maggio 2007 PalaDionigi, Sant'Angelo in Lizzola | Robursport Pesaro  | 3 - 0 | Chieri             | 30-28, 25-18, 35-33               |
| Quarti di finale (gara 2) - 13 maggio 2007 PalaMaddalene, Chieri              | Chieri             | 0 - 3 | Robursport Pesaro  | 27-29, 15-25, 23-25               |
| Semifinali (gara 1) - 19 maggio 2007 PalaTriccoli, Jesi                       | Giannino Pieralisi | 3 - 2 | Robursport Pesaro  | 25-12, 20-25, 20-25, 25-23, 15-11 |
| Semifinali (gara 2) - 23 maggio 2007 PalaDionigi, Sant'Angelo in Lizzola      | Robursport Pesaro  | 1 - 3 | Giannino Pieralisi | 19-25, 25-22, 21-25, 18-25        |
| Semifinali (gara 3) - 27 maggio 2007 PalaTriccoli, Jesi                       | Giannino Pieralisi | 3 - 0 | Robursport Pesaro  | 25-18, 25-23, 29-27               |

### Coppa Italia

#### Fase a gironi
| 1ª giornata - 1º ottobre 2006 PalaMadonnina, Cesenatico           | Forlì             | 2 - 3 | Robursport Pesaro | 15-25, 27-25, 26-24, 19-25, 10-15 |
| 2ª giornata - 8 ottobre 2006 PalaDionigi, Sant'Angelo in Lizzola  | Robursport Pesaro | 0 - 3 | Club Padova       | 23-25, 19-25, 16-25               |
| 3ª giornata - 15 ottobre 2006 Centro Sport Palladio, Vicenza      | Vicenza           | 3 - 2 | Robursport Pesaro | 25-21, 22-25, 25-23, 17-25, 15-12 |
| 4ª giornata - 22 ottobre 2006 PalaArcella, Padova                 | Club Padova       | 3 - 0 | Robursport Pesaro | 25-23, 29-27, 29-27               |
| 5ª giornata - 29 ottobre 2006 PalaDionigi, Sant'Angelo in Lizzola | Robursport Pesaro | 1 - 3 | Forlì             | 25-12, 19-25, 21-25, 23-25        |
| 6ª giornata - 5 novembre 2006 PalaDionigi, Sant'Angelo in Lizzola | Robursport Pesaro | 3 - 0 | Vicenza           | 25-13, 25-22, 25-21               |

#### Fase a eliminazione diretta
| Quarti di finale (andata) - 21 febbraio 2007 Palasport Città di Vicenza, Vicenza | Vicenza           | 1 - 3 | Robursport Pesaro | 22-25, 25-21, 23-25, 27-29        |
| Quarti di finale (ritorno) - 7 marzo 2007 PalaDionigi, Sant'Angelo in Lizzola    | Robursport Pesaro | 3 - 0 | Vicenza           | 25-21, 25-22, 25-18               |
| Semifinali - 31 marzo 2007 PalaConsiang, Prato                                   | Robursport Pesaro | 3 - 2 | Bergamo           | 25-14, 25-22, 19-25, 20-25, 15-10 |
| Finale - 1º aprile 2007 PalaConsiang, Prato                                      | Robursport Pesaro | 1 - 3 | Sirio Perugia     | 25-20, 22-25, 17-25, 20-25        |

### Supercoppa italiana

#### Fase a eliminazione diretta
| Semifinali - 22 dicembre 2006 Palazzetto dello Sport, Monterotondo | Bergamo | 1 - 3 | Robursport Pesaro | 14-25, 25-23, 22-25, 23-25 |
| Finale - 23 dicembre 2006 Palazzetto dello Sport, Monterotondo     | Asystel | 0 - 3 | Robursport Pesaro | 19-25, 23-25, 22-25        |

### Coppa di Lega

#### Fase a eliminazione diretta
| Terza fase (andata) - 6 giugno 2007 PalaNorda, Bergamo                   | Bergamo           | 3 - 2 | Robursport Pesaro | 25-17, 20-25, 25-23, 22-25, 15-10 |
| Terza fase (ritorno) - 9 giugno 2007 PalaDionigi, Sant'Angelo in Lizzola | Robursport Pesaro | 3 - 0 | Bergamo           | 26-24, 25-22, 25-21               |
| Finale (andata) - 12 giugno 2007 PalaDalLago, Novara                     | Asystel           | 3 - 0 | Robursport Pesaro | 30-28, 26-24, 25-20               |
| Finale (ritorno) - 16 giugno 2007 PalaDionigi, Sant'Angelo in Lizzola    | Robursport Pesaro | 1 - 3 | Asystel           | 19-25, 21-25, 25-21, 17-25        |

### Champions League

#### Fase a gironi
| 1ª giornata - 28 novembre 2006 Sports Games Palace, Baku       | Azərreyl          | 1 - 3 | Robursport Pesaro | 24-26, 26-24, 21-25, 22-25 |
| 2ª giornata - 6 dicembre 2006 BPA Palas, Pesaro                | Robursport Pesaro | 3 - 1 | Eczacıbaşı        | 25-21, 25-14, 17-25, 25-22 |
| 3ª giornata - 13 dicembre 2006 Budocenter, Vienna              | Schwechat Post    | 0 - 3 | Robursport Pesaro | 26-28, 14-25, 20-25        |
| 4ª giornata - 20 dicembre 2006 BPA Palas, Pesaro               | Robursport Pesaro | 3 - 0 | Schwechat Post    | 25-12, 25-20, 25-18        |
| 5ª giornata - 10 gennaio 2007 Eczacıbaşı Spor Salonu, Istanbul | Eczacıbaşı        | 3 - 0 | Robursport Pesaro | 25-20, 26-24, 25-22        |
| 6ª giornata - 16 gennaio 2007 BPA Palas, Pesaro                | Robursport Pesaro | 3 - 1 | Azərreyl          | 25-14, 25-21, 25-27, 25-14 |

#### Fase a eliminazione diretta
| Play-off a 12 (andata) - 8 febbraio 2007 Pabellón Santiago Martín, San Cristóbal de La Laguna | Tenerife          | 3 - 1 | Robursport Pesaro | 25-13, 25-22, 20-25, 25-20 |
| Play-off a 12 (ritorno) - 14 febbraio 2007 BPA Palas, Pesaro                                  | Robursport Pesaro | 0 - 3 | Tenerife          | 20-25, 14-25, 21-25        |

## Statistiche

### Statistiche di squadra
| Competizione        | Punti | In casa | In casa | In casa | In trasferta | In trasferta | In trasferta | Totale | Totale | Totale |
| Competizione        | Punti | G       | V       | P       | G            | V            | P            | G      | V      | P      |
| ------------------- | ----- | ------- | ------- | ------- | ------------ | ------------ | ------------ | ------ | ------ | ------ |
| Serie A1            | 51    | 13      | 10      | 3       | 14           | 9            | 5            | 27     | 19     | 8      |
| Coppa Italia        | 6     | 4       | 2       | 2       | 4            | 2            | 2            | 10     | 5      | 5      |
| Supercoppa italiana | -     | -       | -       | -       | -            | -            | -            | 2      | 1      | 1      |
| Coppa di Lega       | -     | 2       | 1       | 1       | 2            | 0            | 2            | 4      | 1      | 3      |
| Champions League    | 11    | 4       | 3       | 1       | 4            | 2            | 2            | 8      | 5      | 3      |
| Totale              | -     | 23      | 16      | 7       | 24           | 13           | 11           | 51     | 31     | 20     |

G = partite giocate; V = partite vinte; P = partite perse

### Statistiche dei giocatori
| L. Berg         | 27 | 32  | 16  | 6  | 10 | 4  | 7   | 2   | 3  | 2 | 2 | 4  | 1  | 2 | 1 | - | -  | -  | -  | - | Statistiche assenti | Statistiche assenti |
| C. Costagrande  | 27 | 360 | 290 | 58 | 12 | 10 | 156 | 127 | 26 | 3 | 2 | 28 | 32 | 6 | 0 | 4 | 88 | 81 | 4  | 3 | Statistiche assenti | Statistiche assenti |
| C. Dall'Ora     | 26 | 26  | 11  | 14 | 1  | 10 | 66  | 41  | 21 | 4 | 1 | 0  | 0  | 0 | 0 | 4 | 39 | 25 | 12 | 4 | Statistiche assenti | Statistiche assenti |
| S. de Castro    | 27 | 425 | 355 | 49 | 21 | 4  | 72  | 59  | 10 | 3 | 2 | 27 | 23 | 3 | 1 | - | -  | -  | -  | - | Statistiche assenti | Statistiche assenti |
| C. Di Iulio     | 21 | 16  | 11  | 2  | 3  | 10 | 86  | 79  | 5  | 2 | 0 | 0  | 0  | 0 | 0 | 4 | 49 | 37 | 6  | 6 | Statistiche assenti | Statistiche assenti |
| C. Gattoni      | -  | -   | -   | -  | -  | 0  | 0   | 0   | 0  | 0 | - | -  | -  | - | - | - | -  | -  | -  | - | Statistiche assenti | Statistiche assenti |
| M. Guiggi       | 27 | 248 | 170 | 69 | 10 | 4  | 39  | 28  | 8  | 3 | 2 | 14 | 11 | 3 | 0 | - | -  | -  | -  | - | Statistiche assenti | Statistiche assenti |
| L. Lunghi       | 0  | 0   | 0   | 0  | 0  | 7  | 1   | 0   | 0  | 1 | - | -  | -  | - | - | 2 | 0  | 0  | 0  | 0 | Statistiche assenti | Statistiche assenti |
| K. Maculewicz   | 27 | 257 | 152 | 79 | 26 | 10 | 147 | 105 | 37 | 6 | 2 | 20 | 16 | 3 | 1 | 4 | 60 | 42 | 10 | 8 | Statistiche assenti | Statistiche assenti |
| M. Steinbrecher | 27 | 370 | 308 | 42 | 20 | 4  | 44  | 36  | 7  | 1 | 2 | 29 | 21 | 6 | 2 | - | -  | -  | -  | - | Statistiche assenti | Statistiche assenti |
| G. Mengarda     | 15 | 1   | 1   | 0  | 0  | 3  | 0   | 0   | 0  | 0 | - | -  | -  | - | - | 4 | 14 | 11 | 0  | 3 | Statistiche assenti | Statistiche assenti |
| E. Morolli      | -  | -   | -   | -  | -  | -  | -   | -   | -  | - | - | -  | -  | - | - | 1 | 0  | 0  | 0  | 0 | Statistiche assenti | Statistiche assenti |
| E. Muri         | 22 | 1   | 1   | 0  | 0  | 10 | 20  | 7   | 10 | 3 | 1 | 1  | 0  | 0 | 1 | 4 | 7  | 2  | 4  | 1 | Statistiche assenti | Statistiche assenti |
| M. Pierantoni   | -  | -   | -   | -  | -  | 5  | 4   | 2   | 1  | 2 | - | -  | -  | - | - | 0 | 0  | 0  | 0  | 0 | Statistiche assenti | Statistiche assenti |
| R. Puerari      | 26 | 0   | 0   | 0  | 0  | 10 | 0   | 0   | 0  | 0 | 2 | 0  | 0  | 0 | 0 | 3 | 0  | 0  | 0  | 0 | Statistiche assenti | Statistiche assenti |
| A. Ridolfi      | -  | -   | -   | -  | -  | 1  | 3   | 2   | 0  | 1 | - | -  | -  | - | - | 0 | 0  | 0  | 0  | 0 | Statistiche assenti | Statistiche assenti |
| S. Rovinelli    | -  | -   | -   | -  | -  | -  | -   | -   | -  | - | - | -  | -  | - | - | 0 | 0  | 0  | 0  | 0 | Statistiche assenti | Statistiche assenti |
| B. Tonucci      | -  | -   | -   | -  | -  | 0  | 0   | 0   | 0  | 0 | - | -  | -  | - | - | - | -  | -  | -  | - | Statistiche assenti | Statistiche assenti |

P = presenze; PT = punti totali; AV = attacchi vincenti; MV = muri vincenti; BV = battute vincenti